# دانيال براونينج
دانيال براونينج (بالإنجليزية: Danielle Browning) هي عداءة سريعة جامايكية، ولدت في 29 أغسطس 1981.

## وصلات خارجية
- دانيال براونينج على موقع الاتحاد الدولي لألعاب القوى (الإنجليزية)
- دانيال براونينج على موقع اتحاد ألعاب الكومنولث (مؤرشف) (الإنجليزية)